# پل گالی
پل گالی (انگلیسی: Paul Gailly؛ ۲ اوت ۱۸۹۴ – تاریخ ورودی نامعتبر است) ورزشکار واترپلو اهل بلژیک بود.
وی در مسابقات کشوری و بین‌المللی در مجموع برندهٔ ۲ مدال نقره شده‌است.